# Saku Yanagawa
Saku Yanagawa（さく やながわ、1992年5月20日 - ）は、アメリカ合衆国シカゴを拠点に活動するコメディアン。スタンダップコメディアンとしての活動に加え、ライターとしても活動。大阪大学文学部卒業。本名は柳川 朔（やながわさく）。

## 概要
2014年、大阪大学在学中に単身渡米し、アメリカのコメディクラブで舞台に立ち始める。これまでアフリカやヨーロッパを含めた世界10カ国以上で公演。精力的にスタンダップコメディの公演を行いアメリカの紙面で “Rising Star”（期待の新星）と称されている。シカゴ在住。

## 略歴
奈良県高市郡明日香村に生まれる。東京都国立市の桐朋中学校・高等学校を卒業。野球部では主将を務めた。
1年間の浪人を経て、2012年、大阪大学文学部人文学科に進学。専攻は演劇と音楽。大学3年生の時、『１億人の大質問!?笑ってコラえて！』（日本テレビ系列）で日本人スタンダップコメディアンが特集されているのを観て翌日授業をサボり渡米。ニューヨークの劇場のオープンマイクに出演を懇願する。
そこで出会ったたまたまツアーで訪れていたシカゴ出身のコメディアンの紹介で、シカゴのコメディ劇団セカンド・シティの舞台に出演。
帰国後、日英2ヶ国語のコメディを制作。自身の作った劇団で海外公演を果たし、大阪大学の最優秀研究に選ばれる。
2016年の大学卒業後は、ハリウッドのキャスティングディレクター、奈良橋陽子の主催する俳優養成所「アップスアカデミー」で演技を学ぶ。
2017年、再び拠点をアメリカに移し、シカゴでLaugh Factoryなどのクラブに出演する傍ら単身アフリカツアーを敢行し、ルワンダ、ウガンダ、ケニアで公演。ケニアでは人気テレビ番組『Churchill Show』にゲスト出演。
2018年、8月にスコットランドで開催される世界最大のアートフェスティバル、エディンバラ・フェスティバル・フリンジで1ヶ月間公演。同年11月、シアトル国際コメディ大会に出演し入賞を果たした。
2019年、セカンド・シティと全米放送局・NBCの共催するフェスティバルに出演。また、7月に日本で行われたフジロックフェスティバルにスタンダップコメディアンとして初の出演を果たし、歴代最多となる19本のステージでパフォーマンスを行った。同年11月、ボストン・コメディ・フェスティバルに出演しファイナリストとなった。
2020年、アメリカ国内のコメディフェスティバルにヘッドライナーとして多数出演。
2021年、経済誌Forbesの選ぶ「世界を変える30歳以下の30人」にコメディアンとして選出。デトロイトで行われた表彰式にてパフォーマンスを行った。
2022年、シカゴにてコメディ・フェスティバル"World Comedy Expo"を立ち上げ芸術監督を務める傍ら、ヘッドライナーとしてLaugh Factory、セカンドシティで公演を行なった。
2023年、妻子がいるにも関わらず日米をまたいで複数の女性と不倫をしており、結婚詐欺などのトラブルとなっていることが週刊文春により報じられた。

## 人物
- 社会風刺や皮肉を得意とし[23]、日本人の視点からアメリカをジョークにすることを信条としている。[24]。
- ネタを作るために、新聞を7紙読むことを朝の日課としている[5]。
- 大学時代、アメリカでコメディアンを目指すにあたり、シカゴ出身のデーブ・スペクターに手紙を送り、以来親交が続く[25]。
- 大学時代の専攻が音楽と演劇だったこともあり、音楽に詳しい。
- 高校まで野球部に所属していたため特技は野球。帰国の際は複数の草野球チームでプレーしている。チームメイトにミュージシャンの池畑潤二やScoobie DoのオカモトMobyタクヤがいる[25]。
- フジロックフェスティバル出演は、創始者のSMASH、日高正博からの指名によるもの[16]。
- 人気コメディ番組『サタデー・ナイト・ライブ』（アメリカNBC）の日本人初のレギュラー出演を目標に掲げている[26]。
- 祖父は作家の柳川創造。

## 出演作品

### テレビ
- 朝生ワイドす・またん（読売テレビ）：2022年より不定期ゲスト出演
- 国際報道 (NHK) : 2021年7月12日
- おはよう日本（NHK) : 2021年6月26日
- バイキングMORE (フジテレビ）：2021年6月22日
- サンデージャポン （TBS): 2021年6月19日
- BS1スペシャル　『夢はキング・オブ・コメディ　〜笑えないアメリカを笑わせたい〜』（NHK BS1）：2020年11月28日
- 町山智浩のアメリカの今を知るTV In Association with CNN（BS朝日）：2020年5月29日、2019年12月23日
- 情報プレゼンターとくダネ!（フジテレビ系列）：2020年5月13日
- Paul Hollywood Eats Japan（イギリス チャンネル4）：2020年5月5日、12日
- CAN TV’s LOL!（アメリカ CAN TV）：2018年12月3日
- Churchill Show（ケニア NTV）：2017年11月12日

### ラジオ
- アフター6ジャンクション（TBSラジオ）：2019年より不定期ゲスト出演
- 荻上チキ・Session (TBSラジオ）：2022年7月
- WORLD AIR CURRENT (J-WAVE) : 2021年4月
- 大竹まこと ゴールデンラジオ！（文化放送）：2021年3月
- Good Neighbors (J-WAVE) : 2021年3月
- J-WAVE TOKYO MORNING RADIO (J-WAVE) : 2021年3月
- GOLD RUSH（J-WAVE）：2020年6月
- GOLDEN PASS（J-WAVE）：2020年2月
- SEASONS（J-WAVE）：2020年2月
- THE TRAD（FM Tokyo）：2019年12月
- MUSIC GARAGE:ROOM 101（bayfm）：2019年11月
- たまむすび（TBSラジオ）2019年8月

### ポッドキャスト
- Saku’s Radio from Chicago：（2019年5月 - ）

### フェスティバル

#### 日本
- フジロックフェスティバル：2019年7月、2022年7月
- 朝霧ジャム：2018年10月
- Magners International Comedy Competition：2018年3月

#### アメリカ
- Laugh After Dark Comedy Fest （ネヴァダ州）：2022年10月
- Sixth City Comedy Festival （オハイオ州）：2022年10月
- Omaha Comedy Festival （ネブラスカ州）：2022年9月
- Comedy Chateau International Comedy Festival （カリフォルニア州）：2022年6月
- World Comedy Expo （イリノイ州）：2022年3月
- Tower City Comedy Festival (テキサス州）：2022年2月
- Palm Springs International Comedy Festival（カリフォルニア州）：2020年10月
- Milwaukee Comedy Festival（ウィスコンシン州）：2020年10月
- Burbank Comedy Festival（カリフォルニア州）：2020年8月
- Kenan Thompson’s Ultimate Comedy Experience（ジョージア州）：2020年3月
- Oak City Comedy Festival（ノースカロライナ州）：2020年3月
- North Carolina Comedy Festival（ノースカロライナ州）：2020年3月
- Floodwater Comedy Festival（アイオワ州）：2020年2月
- Boston Comedy Festival（マサチューセッツ州）2019年11月、2021年11月
- Japan Festival（イリノイ州）：2019年6月
- NBC Standup（イリノイ州）：2019年6月
- Second City and NBC’s Break Out Comedy Festival（イリノイ州）：2019年6月
- Seattle International Comedy Competition（ワシントン州）：2018年11月、2021年11月

#### その他の国々
- Edinburgh Festival Fringe（スコットランド）：2018年8月
- Kigali International Comedy Festival（ルワンダ）：2017年11月

## 著作

### 書籍
- 『Get Up Stand Up! たたかうために立ち上がれ!』（産業編集センター、2021年3月）ISBN 978-4863112902

### 寄稿
- 『「このままでは終わらせない」レッズ・秋山翔吾の“目”に圧倒された日のこと』 文春野球コラム オープン戦2022[27]

### 対談
- 『対談 笑えない時代のコメディ』 Saku Yanagawa、加納愛子（文學界 2022年1月号）[28]